# (35113) 1992 CR2
1992 CR2 (asteroide 35113) é um asteroide da cintura principal. Possui uma excentricidade de 0.10696070 e uma inclinação de 4.08157º.
Este asteroide foi descoberto no dia 2 de fevereiro de 1992 por Eric Walter Elst em La Silla.